# The Daily Show (Verenigde Staten)

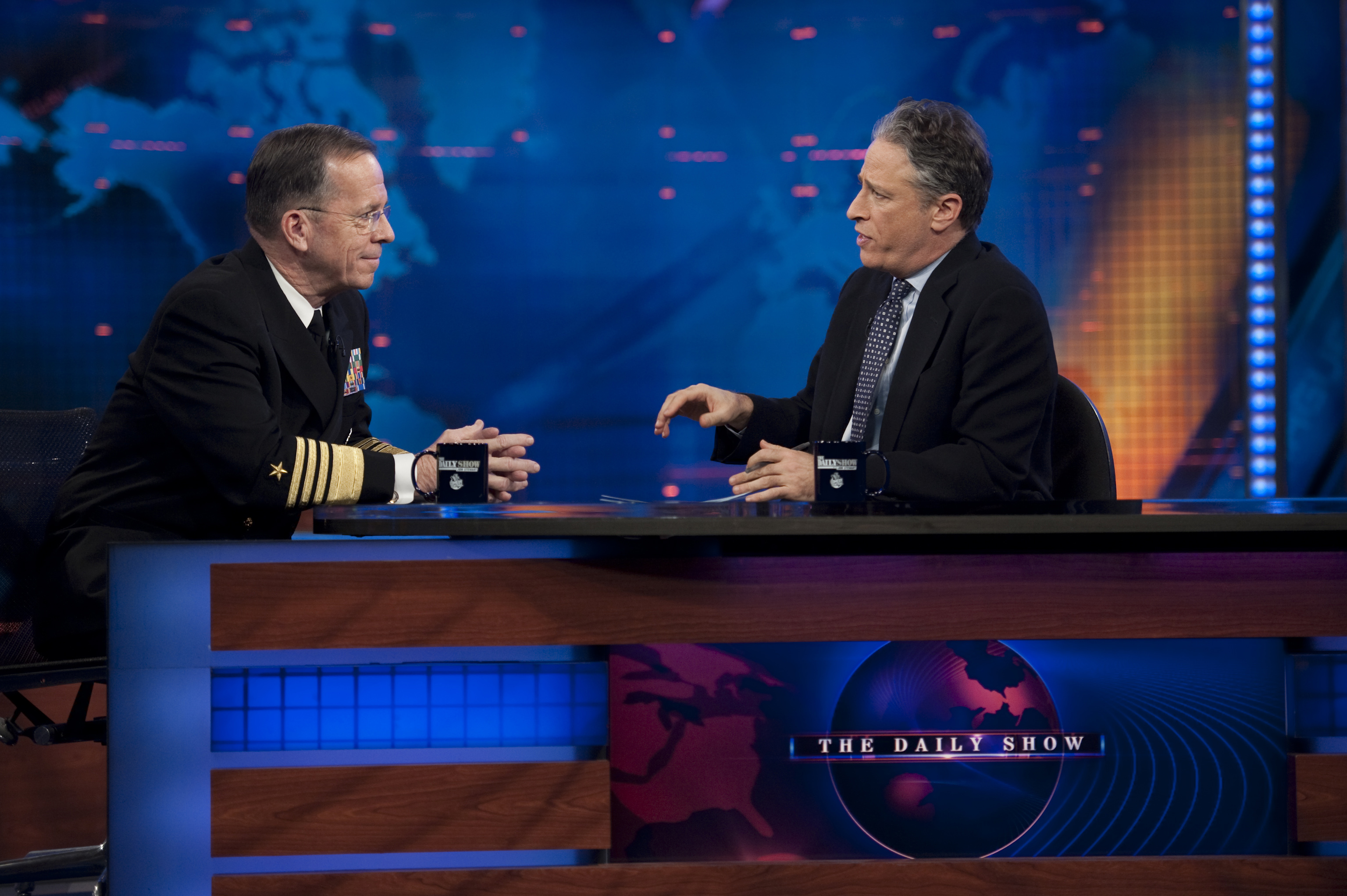
Admiraal Mike Mullen te gast bij The Daily Show op 3 februari 2011

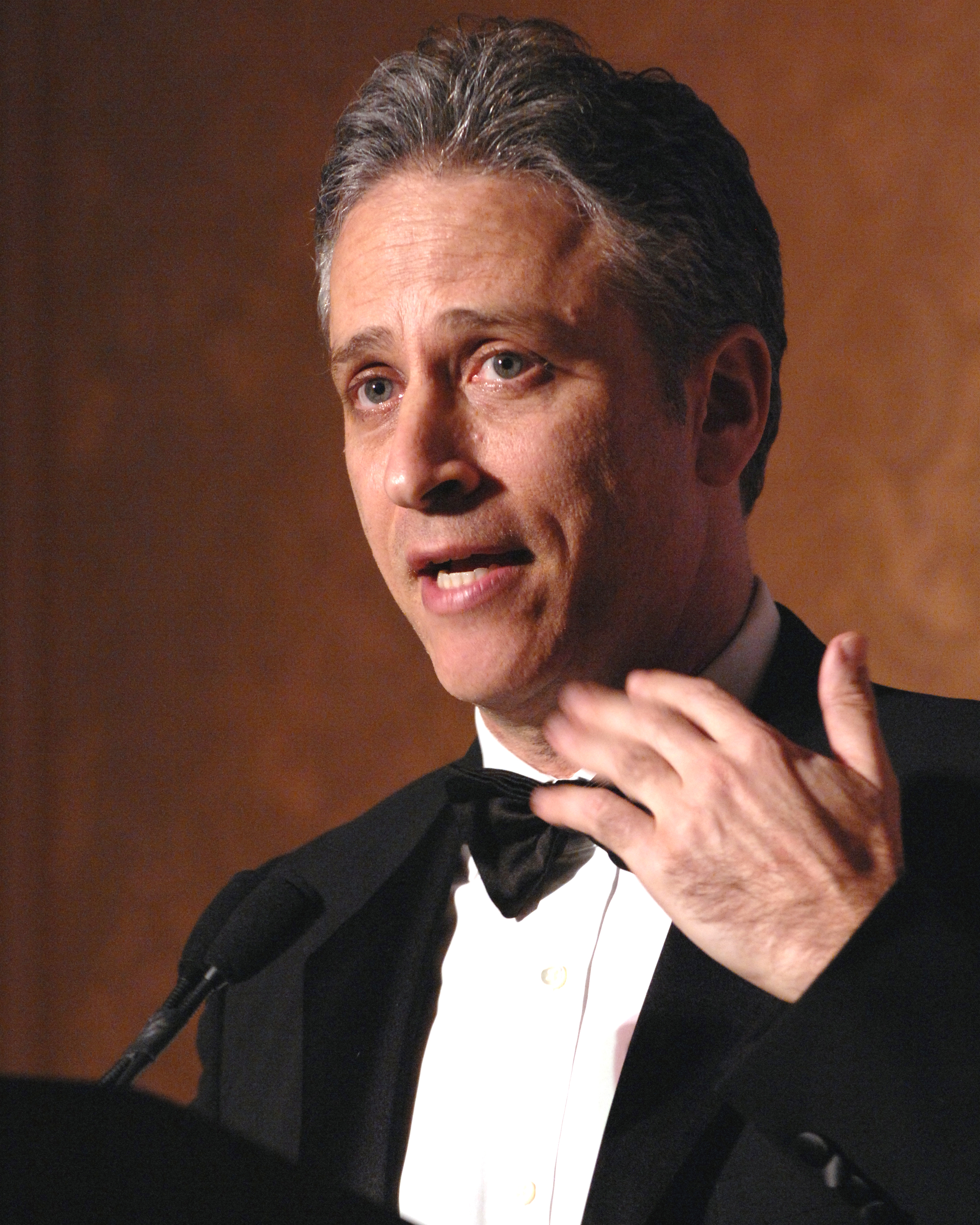
Jon Stewart, de presentator van het programma van 1999 tot 2015

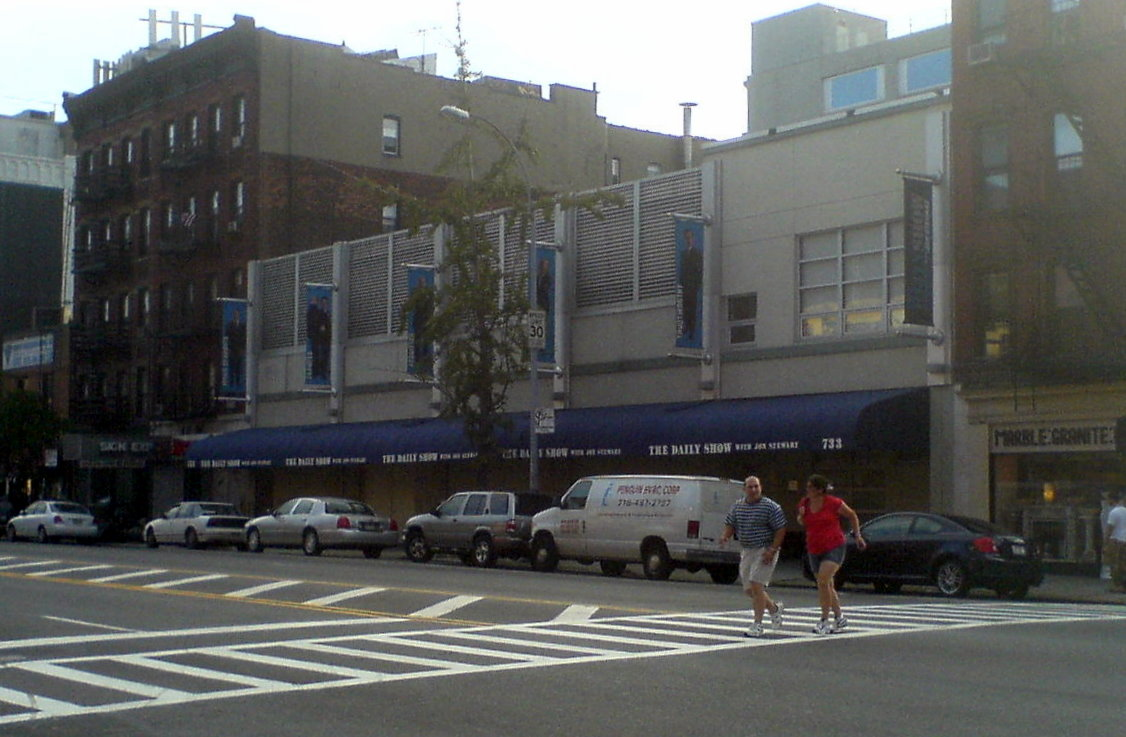
De studio van The Daily Show

The Daily Show is een latenighttalkshow en satirisch nieuwsprogramma, geproduceerd en uitgezonden door het Amerikaanse televisiestation Comedy Central. ‘The Daily Show’ is in Nederland en Vlaanderen te zien bij Comedy Central en online terug te kijken.

## Geschiedenis
Het komische programma startte op maandag 22 juli 1996 en werd gepresenteerd door Craig Kilborn, die de nieuwspresentator speelde. In 1999 verliet hij het programma en werd hij vervangen door presentator Jon Stewart. Sinds Stewarts entree lag de focus van The Daily Show op de hypocrisie van Amerikaanse (televisie-)media en politiek. Het heeft zich ontwikkeld tot een toonaangevend programma op het gebied van politiek commentaar op de Amerikaanse televisie, met een opvallend jong publiek.
Het programma is zeer kritisch op de serieuze nieuwszenders, die hun journalistieke verantwoordelijkheid niet zouden nemen. In oktober 2004 was Stewart te gast in het CNN-programma Crossfire. Hij stelde in die uitzending dat het programma kwalijk is voor Amerika. Het programma doet alsof er serieus gedebatteerd wordt, maar zou feiten uit het oog verliezen en belust zijn op sensatie. De kritiek van een van de presentatoren van Crossfire dat Stewart te weinig kritische vragen stelt aan zijn eigen gasten, weerlegde Stewart door te stellen dat hij - als maker van een komedieprogramma - niet dezelfde verantwoordelijkheid draagt als serieuze journalisten. Het 14 minuten durende fragment werd miljoenen keren bekeken op YouTube. Toen enkele maanden later het CNN-programma van de buis gehaald werd, verklaarde CNN dat de kritiek van Stewart hier debet aan was.
Het programma wordt steeds invloedrijker. In oktober 2010 was voor het eerst een zittende president te gast in het programma, namelijk Barack Obama. De invloed bleek ook toen in december 2010 een wet door de Republikeinen geblokkeerd dreigde te worden. Het ging om een wet die voorziet in financiële hulp aan de nabestaanden van de werkers die in de nasleep van 9/11 stierven aan ziektes als gevolg van hun werk op Ground Zero. The Daily Show besloot een complete aflevering aan het onderwerp te wijden. Toen de wet alsnog ingevoerd kon worden, roemde het Witte Huis Jon Stewart voor diens inzet.
Het programma won vele prijzen, waaronder in 2006 de Emmy's voor Outstanding Variety, Music or Comedy Series en Outstanding Writing for a Variety, Music or Comedy Program. Time selecteerde het tv-programma in 2010 voor de lijst van 100 beste televisieprogramma's aller tijden.
In 2015 maakte Jon Stewart bekend het programma per augustus 2015 te verlaten. 
Van 2015 tot 2022 was de Zuid-Afrikaanse komiek Trevor Noah de vaste presentator. Zijn laatste aflevering werd uitgezonden op 8 december 2022.
Op 6 december 2022 kondigde Comedy Central aan dat de presentatie tot het najaar van 2023 zou worden waargenomen door een reeks gastpresentatoren waaronder Al Franken, Wanda Sykes, Leslie Jones, Hasan Minhaj, Sarah Silverman, Chelsea Handler, John Leguizamo, Marlon Wayans, Kal Penn, D.L. Hughley, en huidige en voormalige correspondenten.

## Correspondenten
De correspondenten hebben twee taken in het programma: ze schuiven aan als 'experts' over een bepaald onderwerp of ze leveren een bijdrage met een interview of reportage. Iedere correspondent verzorgt zijn eigen onderdeel in het programma.

### Huidige
- Desi Lydic (sinds 2015)
- Ronny Chieng (sinds 2015)
- Michael Kosta (sinds 2017)
- Dulcé Sloan (sinds 2017)
- Josh Johnson

### Voormalige
- Jaboukie Young-White (2018-2021)
- Roy Wood Jr. (2015-2023)
- Hasan Minhaj (2014-2018)
- Michael Che (2014)
- Jordan Klepper (2014-2017)
- Jessica Williams (2012-2016)
- Al Madrigal (2011-2016)
- Olivia Munn (2010-2011)
- Wyatt Cenac (2008-2012)
- John Oliver (2006-2013)
- Aasif Mandvi (2006-2015)
- Jason Jones (2005-2015)
- Rob Riggle (2006-2008)
- Samantha Bee (2003-2015)
- Rob Corddry (542 afleveringen, 2001-2009)
- Stephen Colbert (496 afleveringen, 2001-2009)
- Ed Helms (480 afleveringen, 2001-2006)
- Steve Carell (396 afleveringen, 1999-2008)
- Nancy Carell (50 afleveringen, 1999-2002)

## Columnisten
- Lewis Black (sinds 1996)
- John Hodgman (2006-2015)
- Demetri Martin (2005-2008)
- Bassem Youssef (2015)
- Gina Yashere (2017-2018)
- Michelle Wolf (2016-2017)
- Larry Wilmore (2006-2014)
- Kristen Schaal (2008-2016)

## Spin-offs
- Van 2005 tot 2014 was er een spin-off van The Daily Show, namelijk The Colbert Report van oud-'correspondent' Stephen Colbert. Dit programma was een parodie op programma's als die van Bill O'Reilly.
- Voormalig correspondent John Oliver heeft sinds april 2014 een eigen show genaamd Last Week Tonight with John Oliver. Het programma volgt een soortgelijk format als The Daily Show, waarbij actualiteiten van komisch en kritisch commentaar worden voorzien door de presentator.

- Begin 2011 bracht Comedy Central een Nederlandse versie van het programma op de buis (12 uitzendingen). De presentatie was in handen van Jan Jaap van der Wal.